# بی‌عنوان (صحنه تجاوز)

«بی‌عنوان (صحنهٔ تجاوز)»، اثر آنا مندیتا، ۱۹۷۳

بی‌عنوان (صحنهٔ تجاوز) (انگلیسی: Untitled (Rape Scene)) عکس رنگی مستندنمای صحنه‌سازی‌شده‌ای از آنا مندیتا هنرمند کوبایی-آمریکایی است. او این عکس را حین یک اجرا در سال ۱۹۷۳ هنگامی که هنوز دانشجوی دانشگاه آیووا بود در واکنش به تجاوز به دختری در پردیس دانشگاه تهیه کرد.
«بی‌عنوان» اکنون در نگارخانه تیت نگهداری می‌شود.